# Скловский, Евгений Львович
Евгений Львович Скловский (1 (13) апреля 1869, Киев — 10 октября 1930, Каменец-Подольский) — русский и советский педиатр, фтизиатр, учёный-медик, организатор здравоохранения. Доктор медицины, профессор.

## Биография
В 1891 году окончил медицинский факультет Императорский университет Святого Владимира в Киеве. Работал земским врачом (1892—1896), затем ординатором и преподавателем на кафедре детских болезней Университета Святого Владимира, в университетской акушерско-гинекологической клинике и в родильном приюте Общества подания помощи бедным роженицам г. Киева. В 1905—1906 годах стажировался в педиатрических клиниках в Париже и Берлине. В 1898—1913 годах руководил выстроенной по его плану Боярской санаторией для бедных больных евреев г. Киева, в том числе детской туберкулёзной санаторией в Боярке.
В 1906 году основал в Киеве первую в России консультацию для новорожденных, в 1909 году — детскую консультацию при акушерской клинике Университета Святого Владимира, в 1911 году — первые на Украине детские ясли и в 1914 году — больницу для грудных детей с яслями и молочной кухней «Капля молока».
В 1918—1920 годах возглавлял отдел охраны материнства и детства Киевского окружного отдела здравоохранения. В 1918 году стал одним из организаторов Киевского союза врачей и при нём Киевского клинического института, в 1930 году преобразованного в Институт усовершенствования врачей. В 1920—1928 годах — заведующий кафедрой детских болезней этого института, участвовал в организации Украинского научно-исследовательского института охраны материнства и детства (1928), в котором работал до конца жизни. Был основателем Киевского общества борьбы с детской смертностью, Общества подаяния помощи больным чахоточным евреям Киева (1909), Киевского общества детских врачей (председателем которого был с 1923 года и до конца жизни). Председатель организационного комитета Всесоюзного съезда детских врачей. В 1927 году входил в медицинский комитет Объединённого распределительного комитета американских фондов помощи евреям (Джойнт) по Украине.
Научные труды посвящены вопросам организации охраны материнства и детства, уходу за новорождёнными, профилактике детских заболеваний, борьбе с туберкулёзом у детей, санаторно-курортному лечению детей, инфекционным заболеваниям у детей (дифтерия, скарлатина).

## Семья
- Жена — Клара Берковна Аринштейн (1849—1941), дочь общественного и религиозного деятеля Дойвбера (Берки Зеликовича) Аринштейна (1827—1904), который среди прочего был вместе с женой Фрейдой Иосифовной основателем Новгород-Северской благотворительной ссудо-сберегательной кассы, носящей его имя[6][7].
  - Дочь — Лидия Евгеньевна Фридман (1898—1965), вышла замуж за ученика отца — детского нефролога, профессора Эммануила Иосифовича Фридмана.
- Племянники (со стороны жены) — писатель Илья Григорьевич Эренбург, врачи Рашель Григорьевна Лурье и Александр Григорьевич Лурье[8].
- Брат — Виктор Львович Скловский, присяжный поверенный.

## Публикации
- О значении бактериологического исследования для этиологии и профилактики дифтерии. Киев: Типография Г. Т. Корчак-Новицкого, 1895. — 16 с.
- Боярская санатория. Отчёт по содержанию Боярской санатории для бедных больных евреев г. Киева за 1902 год (4-й год) / Сост. врачами Е. Л. Скловским и С. Л. Хоролом. Киев, 1901. — 32 с.; 1903. — 30 с.; 1904. — 48 с.; 1905. — 39 с.
- К вопросу о борьбе с детской смертностью (Об устройстве консультаций для грудных детей). Киев: Типография товарищества Н. А. Гирич, 1906. — 13 с.
- Доклад комиссии Киевского общества детских врачей об устройстве консультаций для грудных детей. Доложен Е. Л. Скловским в соединённом заседании Акушерско-гинекологического общества и Общества детских врачей 24 ноября 1906 г. Киев, 1906. — 15 с.
- К уходу за новорождённым (Роль «Consultation des nourrissons» в деле призрения грудных детей). Из Акушерско-гинекологической клиники Университета св. Владимира проф. А. А. Муратова и Родильного приюта Общества подания помощи бедным роженицам г. Киева. Киев: Скоропечатня М. В. Глезера, 1909. — 14 с.
- Отчёт Общества подания помощи бедным чахоточным евреям г. Киева / Сост. Е. Л. Скловским, С. Л. Хоролом и А. Ю. Быховским. Киев, 1909—1916 (ежегодные отчёты).
- Денежный отчёт Киевского общества «Капля молока». Киев, 1912—1914.
- Туберкулёз в детском возрасте. Киев, 1923.
- Ганс Мух. Детский туберкулёз: его распознавание и лечение / Пер. со 2-го нем. изд., ред. и предисл. проф. Е. Скловского. Харьков: Научная мысль, 1923. — 53 с.